# Procurador romano

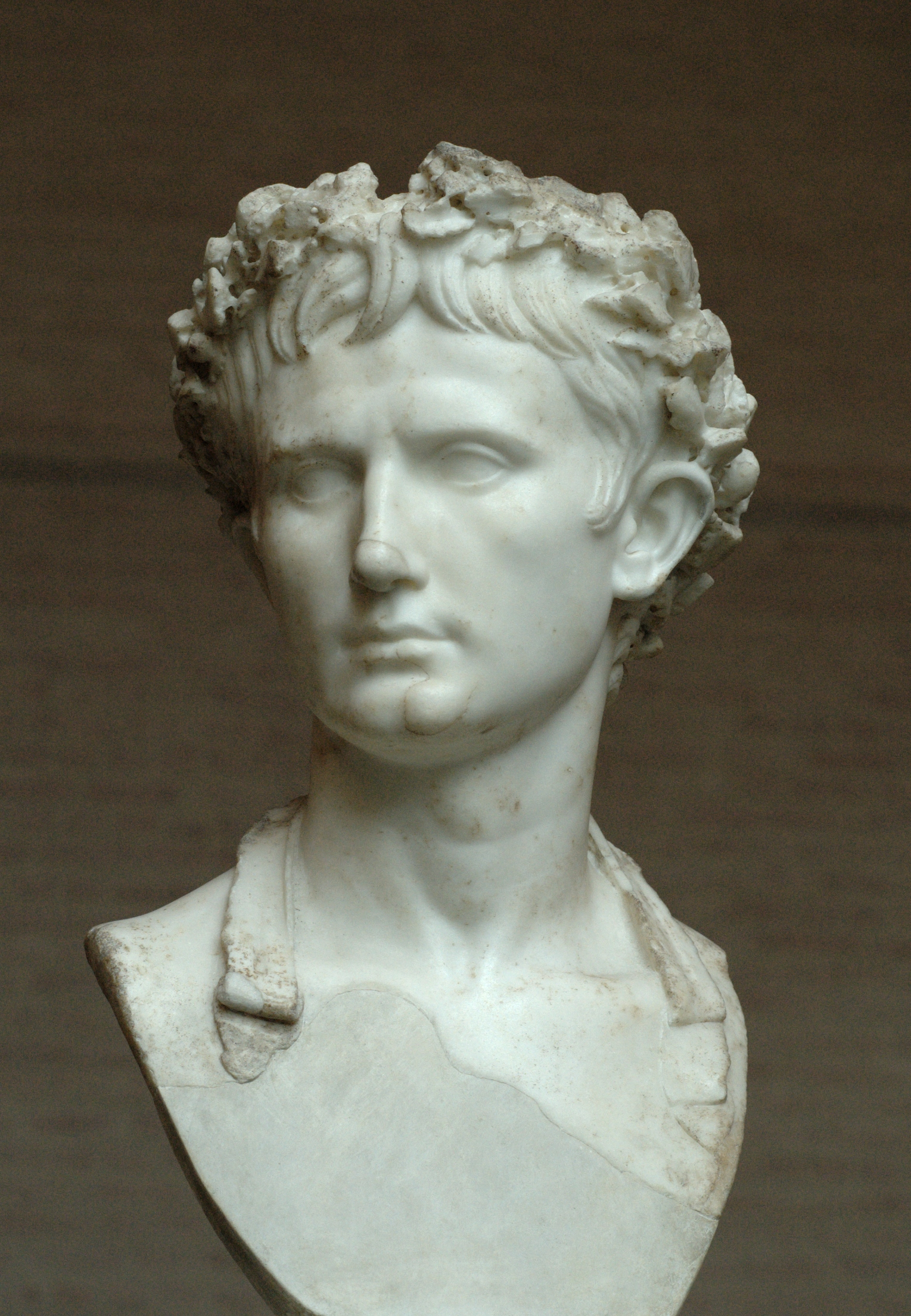
Augusto com a coroa cívica,
na. Gliptoteca de Munique

Procurador (em latim: Procurator) foi um termo que designou um indivíduo que manteve ou defendeu uma ação em nome de outrem. As famílias romanos influentes empregavam um oficial que corresponderia ao moderno administrador (ou mordomo) e frequentemente chamado de procurador. Com o tempo, o termo procurador passou a designar alguns oficiais imperiais nas províncias durante o Império Romano. Com as reformas realizadas por Augusto (r. 27 a.C.–14 d.C.), certos oficiais chamados procuradores do César (procuratores Caesaris) ou procuradores do Augusto (procuratores Augusti) foram designados para ocupar, nas províncias sob controle direto do príncipe, a posição mantida pelos questores das províncias senatoriais.
Estes oficiais podiam ser libertos ou membros da ordem equestre, diferente do ofício de governador que foi reversado para membros do ordem senatorial, e seu ofício concernia os assuntos do fisco (a propriedade pública) do César. Nesta competência, eles cuidavam do recolhimento de impostos, em especial do imposto sobre a terra (tributum soli), o imposto sobre capitação (tributum capitis) e o portório (portorium; dever imperial sobre o transporte de bens em vias públicas), do recolhimento de rendas sobre terra pertencentes às propriedades imperiais, da gestão das minas e a distribuição do pagamento aos serventes públicos (principalmente os militares).
O mesmo título foi mantido pelos procuradores fiscais que assistiam os governadores das províncias senatoriais. Nestas, eles coletavam certos deveres do fisco que eram independentes daqueles pagos ao erário de Saturno (a propriedade do senado). Além delas, o título de procurador foi concedido ao governador de pequenas províncias imperiais ou vários oficiais em Roma e Itália. Esta organização provincial perdurou com algumas modificações até o século III. Sob Diocleciano (r. 284–305), os procuradores tornaram-se importantes oficiais na reorganização promovida pelo imperador.